# Brianza
Brianza är ett kull- och berglandskap i norra Italien, norr om Milano. Området har ett milt klimat och är frukbart och kallas "Lombardiets trädgård".